# Ulverstone

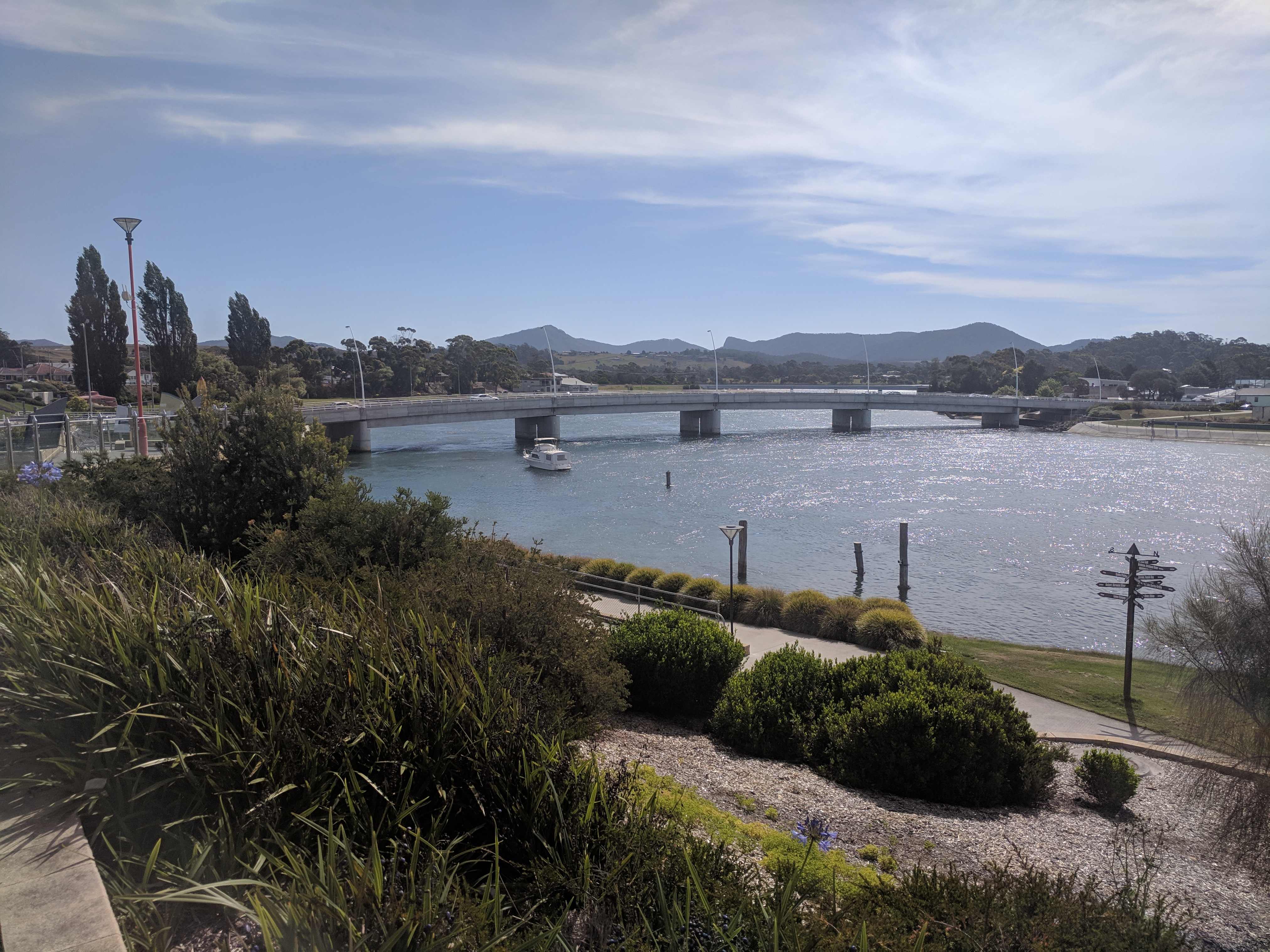
New River Leven Bridge

Ulverstone är en ort i Australien. Den ligger i kommunen Central Coast och delstaten Tasmanien, i den sydöstra delen av landet, omkring 210 kilometer nordväst om delstatshuvudstaden Hobart.
Närmaste större samhälle är Devonport, omkring 14 kilometer öster om Ulverstone. 
I omgivningarna runt Ulverstone växer i huvudsak städsegrön lövskog. Runt Ulverstone är det ganska tätbefolkat, med 96 invånare per kvadratkilometer. Genomsnittlig årsnederbörd är 1 607 millimeter. Den regnigaste månaden är augusti, med i genomsnitt 221 mm nederbörd, och den torraste är januari, med 57 mm nederbörd.